# محوطه چغا خشت
محوطه چغا خشت مربوط به دوره اشکانیان - دوره ساسانیان میانه دوران‌های تاریخی پس از اسلام دوره ایلخانی است و در ۴/۸ کیلومتری شرق اسلام‌آباد غرب، ۴۷۰ متری فرودگاه اضطراری اسلام‌آباد غرب واقع شده و این اثر در تاریخ ۶ اسفند ۱۳۸۵ با شمارهٔ ثبت ۱۷۵۶۸ به‌عنوان یکی از آثار ملی ایران به ثبت رسیده‌است.